# Púixkino (Moscou)
Púixkino - Пушкино (rus) - és una ciutat de l'óblast de Moscou, a Rússia. Es troba a la confluència dels rius Utxa i Serebrianka, a 30 km al nord-est de Moscou. D'acord amb les versions històriques, l'assentament de Púixkino fou documentat per primera vegada el 1499, quan pertanyia a Grigori Morkhinin Puixka, un boiar que descendia d'Aleksandr Puixkin. Durant els segles posteriors el lloc es convertí en la zona d'estiueig de la noblesa russa. El 1678 s'hi construí una església de cinc cúpules (l'església de Sant Sergi).

## Ciutats agermanades
- Kutná Hora, República Txeca
- Weert, Països Baixos
- Orivesi, Finlàndia
- Postavi, Belarús
- Orxa, Belarús